# Trapani (provins)
Trapani er en italienske provins på øen Sicilien.
Hovedstaden for provinsen er Trapani , som også har givet navn til provinsen.

## Kommuner
- Alcamo
- Buseto
- Palizzolo
- Calatafimi Segesta
- Campobello di Mazara
- Castellammare del Golfo
- Castelvetrano
- Custonaci
- Erice
- Favignana
- Gibellina
- Marsala
- Mazara del Vallo
- Misiliscemi
- Paceco
- Pantelleria
- Partanna
- Petrosino
- Poggioreale
- Salaparuta
- Salemi
- San Vito Lo Capo
- Santa Ninfa
- Trapani
- Valderice
- Vita

38°N 13°Ø / 38°N 13°Ø